# ترندلبورغ
ترندلبورغ (بالألمانية: Trendelburg) هي بلدة، مدينة و بلدة ألمانية تقع في ألمانيا في كاسل. يقدر عدد سكانها بـ 5,282 نسمة .

## المدن التوأمة
مدن Louvigné-du-Désert و آل اشتد هي مدن توأمة لـترندلبورغ.